# Жансеит
Жансеит (каз. Жансейіт, до 199? г. — Райспецхозобъединение) — село в Чиилийском районе Кызылординской области Казахстана. Входит в состав Иркольского сельского округа. Находится примерно в 11 км к северо-западу от районного центра, села Шиели. Код КАТО — 435249300.

## Население
В 1999 году население села составляло 400 человек (219 мужчин и 181 женщина). По данным переписи 2009 года, в селе проживало 419 человек (232 мужчины и 187 женщин).